# Ewa Sonnenberg
Ewa Sonnenberg (ur. 30 marca 1967 w Ząbkowicach Śląskich) – polska poetka.
Za tomik Hazard otrzymała w 1995 nagrodę im. Georga Trakla, przyznaną przez jury pod przewodnictwem Macieja Słomczyńskiego. W 2016 została finalistką Orfeusza – Nagrody Poetyckiej im. K.I. Gałczyńskiego za tom Hologramy a w 2018 została nominowana do tej nagrody za tom Wiersze dla jednego człowieka.
Jej wiersze tłumaczone były na język angielski, francuski, hiszpański, niemiecki, szwedzki, turecki, rosyjski, węgierki, słoweński, słowacki, czeski, serbski, macedoński, bośniacki, włoski i ukraiński. Była stypendystką Funduszu Pomocy Niezależnej Literaturze i Nauce Polskiej (1998) oraz dwukrotnie stypendystką Ministra Kultury i Dziedzictwa Narodowego (2001, 2008).
Jest absolwentką I Liceum Ogólnokształcącego im. Mikołaja Kopernika w Lubinie. Ukończyła wrocławską Akademię Muzyczną oraz jest jedną z pierwszych absolwentek Studium Literacko-Artystycznego przy Instytucie Filologii Polskiej UJ w Krakowie (obecnie jest już jego wykładowcą). W swojej poezji, określanej jako męska, posługuje się cytatami kulturowymi, gotowymi mottami i ironią. W 2014 roku ukazały się "Wiersze zebrane" poetki (Biblioteka "Rity Baum"). Mieszka we Wrocławiu.

## Twórczość
- Hazard 1995
- Kraina Tysiąca Notesów 1997
- Planeta 1997
- Smycz 2000
- Płonący tramwaj 2001
- Lekcja zachwytu 2005
- Płonący tramwaj 2006
- Pisane na piasku 2007
- Rok Ognistego Smoka 2009
- Hologramy 2015
- Wiersze dla jednego człowieka 2017